# 北海道道286号登别停车场线

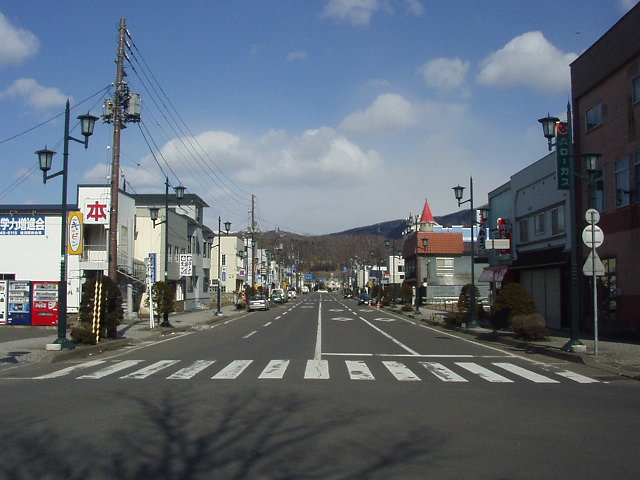
登别站前方向（2004年）

北海道道286号登別停车场线（日语：北海道道286号登別停車場線）是一条位于北海道登別市内的普通道级道路（北海道道）。

## 指定区間
- 起点：北海道登別市登別東町2丁目（＝JR室蘭本線登别站）
- 終点：北海道登別市登別東町2丁目（＝国道36号、北海道道2号洞爷湖登别线交点）
- 总長：0.3千米

## 经过的自治体
- 胆振综合振兴局
  - 登別市

## 主要连接道路
- 登別市
  - 国道36号＝登別東町2丁目（终点）
  - 北海道道2号洞爺湖登別線＝登別東町2丁目（终点）

## 历史
- 1957年7月25日 路線勘定。（237号）（1957年北海道告示第1487号）
- 1994年10月1日 路線编号变更为286号。（1994年北海道告示第1468号）

该路线的前身为1922年7月21日所勘定的準地方費道96号カルルス登別停車場線的一部分路段。